# Oberflockenbach
Oberflockenbach ist ein Stadtteil von Weinheim an der Bergstraße im baden-württembergischen Rhein-Neckar-Kreis. Der Ort war bis 1972 selbstständig und wurde dann nach Weinheim eingegliedert.

## Geographie
Die Gemarkung Oberflockenbach liegt im Odenwald auf 230 bis 525 m. ü. NN zwischen dem Eichelberg im Süden und der hessischen Landesgrenze im Norden. Die höchsten Erhebungen liegen im Südosten mit dem Eichelberg und mit dem nur vier Meter niedrigeren Wildeleutestein. Die Flanken der Berge fallen fast auf allen Seiten steil ab. Am östlichen Rand der Gemarkung setzt sich dieser Steilhang fort und trennt die flacheren Zonen um Oberflockenbach und Lampenhain.
Die ehemalige Gemeinde Oberflockenbach besteht aus den drei Orten Oberflockenbach, Steinklingen und Wünschmichelbach. Steinklingen und Oberflockenbach sind durch die Neubautätigkeit der 50er und 60er Jahre fast zusammengewachsen. Der höchstgelegene Ort ist Oberflockenbach, der im Westen bis an die Wasserscheide zwischen Grundelbach und Apfelbach heranreicht.

## Geschichte

### Vor dem 14. Jahrhundert
Die Anfänge der Besiedelung von Oberflockenbach lassen sich bis etwa 3.000 v. Chr. zurückverfolgen, wie durch aufschlussreiche Steinbeilfunde belegt ist. Diese Funde deuten darauf hin, dass die Gegend bereits in prähistorischer Zeit von frühen menschlichen Gemeinschaften bewohnt wurde, die Werkzeuge aus Stein zur Bearbeitung von Materialien und zur Sicherung ihres Lebensunterhalts verwendeten.
Etwa im Jahr 800 v. Chr. gibt es Hinweise auf einen vermuteten Keltenwall auf dem Steinberg. Dieser Wall könnte eine bedeutende Rolle in der Verteidigung und Organisation der frühen keltischen Gemeinschaften gespielt haben. Die Kelten suchten in Bedrängnis Schutz in Fliehburgen auf Bergkuppen, die mit Ringwällen oder Mauern gesichert waren.
Vor der Jahrtausendwende erlebte Oberflockenbach eine intensive Phase der Besiedelung und der erstmaligen Zuweisung von Huben.
Der Ort Oberflockenbach wurde erstmals im 11. Jahrhundert in einer Lorscher Güterliste als vicus Flockenbach erwähnt. Hierbei besteht aber höchstwahrscheinlich der Verdacht, dass es sich um das später bei Lorsch und Mainz verbliebene Unter-Flockenbach in Hessen handelt. Erst ab dem 15. Jahrhundert taucht der Name Oberflockenbach auf. Die Namensdeutung ist umstritten.
Eine weitere bedeutende Entwicklung in der Geschichte von Oberflockenbach war der Bau einer Burg, auch „Die Alte Burg“ genannt, am Ortsausgang im 12. und 13. Jahrhundert. Vor wenigen Jahren wurde der Standort der Burg identifiziert, und er befindet sich auf der Felsennase am Eingang von Oberflockenbach, wenn man aus Richtung Unter-Flockenbach kommt. Archäologische Funde deuten darauf hin, dass die Burg bewohnt war, wie Tonscherben belegen. Die Überreste von Mörtel legen nahe, dass die Burg aus Stein erbaut wurde, und es wird angenommen, dass sie ein Ziegeldach hatte.
Es ist unwahrscheinlich, dass die im Jahr 1310 genannten Ritter von Steinklingen tatsächlich hier residierten. Vielmehr scheint es, dass die Burg aufgrund ihrer strategischen Lage eher in Verbindung mit dem benachbarten Lorscher Gebiet stand. Die Position der Burg am Eingang von Oberflockenbach und in unmittelbarer Nähe zu Unter-Flockenbach deutet darauf hin, dass sie eine wichtige Rolle in der Verteidigung oder Kontrolle dieses Durchgangs hatte, was ihre strategische Bedeutung innerhalb der Region unterstreicht.

### Ab dem 14. Jahrhundert
Der vordere Odenwald in der Nähe der Bergstraße wurde vom König dem Wormser Bischof überlassen. In Oberflockenbach wurde das Land wahrscheinlich von der Familie von Hirschberg-Strahlenberg gerodet und besiedelt. Die Ritter von Steinklingen besaßen den Ort ab 1370, erwähnt wurden die Steinklinger jedoch schon früher, was darauf deutet, dass die Herrschaft spätestens ab Anfang des 14. Jahrhunderts entstand. Oberflockenbach und die umliegenden Weiler waren ein Lehen der Pfalz. Die Kontrolle über das Lehen ging wahrscheinlich auf die Zeit um 1200 zurück, als die pfälzische Oberhoheit in Leutershausen durchgesetzt wurde.
Im Jahr 1330 verpfändeten die Herren von Steinklingen mit Zustimmung des Pfalzgrafen den Ort Flockenbach an Kleinheinrich von Erligheim. In der zweiten Hälfte des 15. Jahrhunderts war das Lehen wieder frei geworden. Oberflockenbach gehörte fortan zur Pfälzischen Kellerei Weinheim, bzw. zur Burg Windeck, mit der, der Ort aber der Entstehung nach, nicht in Zusammenhang zu bringen ist.
Im Jahr 1802/03 wurde der Ort zusammen mit dem gesamten Oberamt Heidelberg Teil von Baden. Heidelberg blieb vorläufig der Verwaltungssitz, bis die Gemeinde 1829 dem Bezirksamt Weinheim zugeordnet wurde. 1936 wurde sie Teil von Mannheim. Nach der Gebiets- und Kreisreform in Baden-Württemberg kam der Ort zur Stadt Weinheim und gehört seit 1973 zum Rhein-Neckar-Kreis mit Verwaltungssitz in Heidelberg.
Oberflockenbach war ursprünglich, wie die meisten Orte der Region, in Huben (Höfe) gegliedert. Nach einem Verzeichnis von 1599 bestand der Ort aus 12 Höfen. Im Jahre 1827 waren es 20 Häuser, die der typischen Odenwälder Hofanlage entsprachen. Diese bestanden aus dem Wohnhaus, einer Scheuer, einem Backhaus und manchmal noch einem Stall. Ab 1948 setzte im Ort ein Siedlungsboom ein. Während sich die Bautätigkeit bis 1960 weitgehend planlos vollzog, bemühte sich der Ort seither, die Ausdehnung zu kontrollieren und in den Griff zu bekommen.
Die drei Orte Oberflocken, Steinklingen und Wünschmichelbach besaßen jeweils ihre eigenen Gemarkungen. Schon früh wurden jedoch alle drei unter dem Namen Oberflockenbach, selten auch unter Wünschmichelbach, als eine Einheit aufgezeichnet. Die Gemeinde besaß bis in die erste Hälfte des 19. Jahrhunderts noch kein Rathaus. Das ehemalige Rathaus wurde 1901 gebaut.

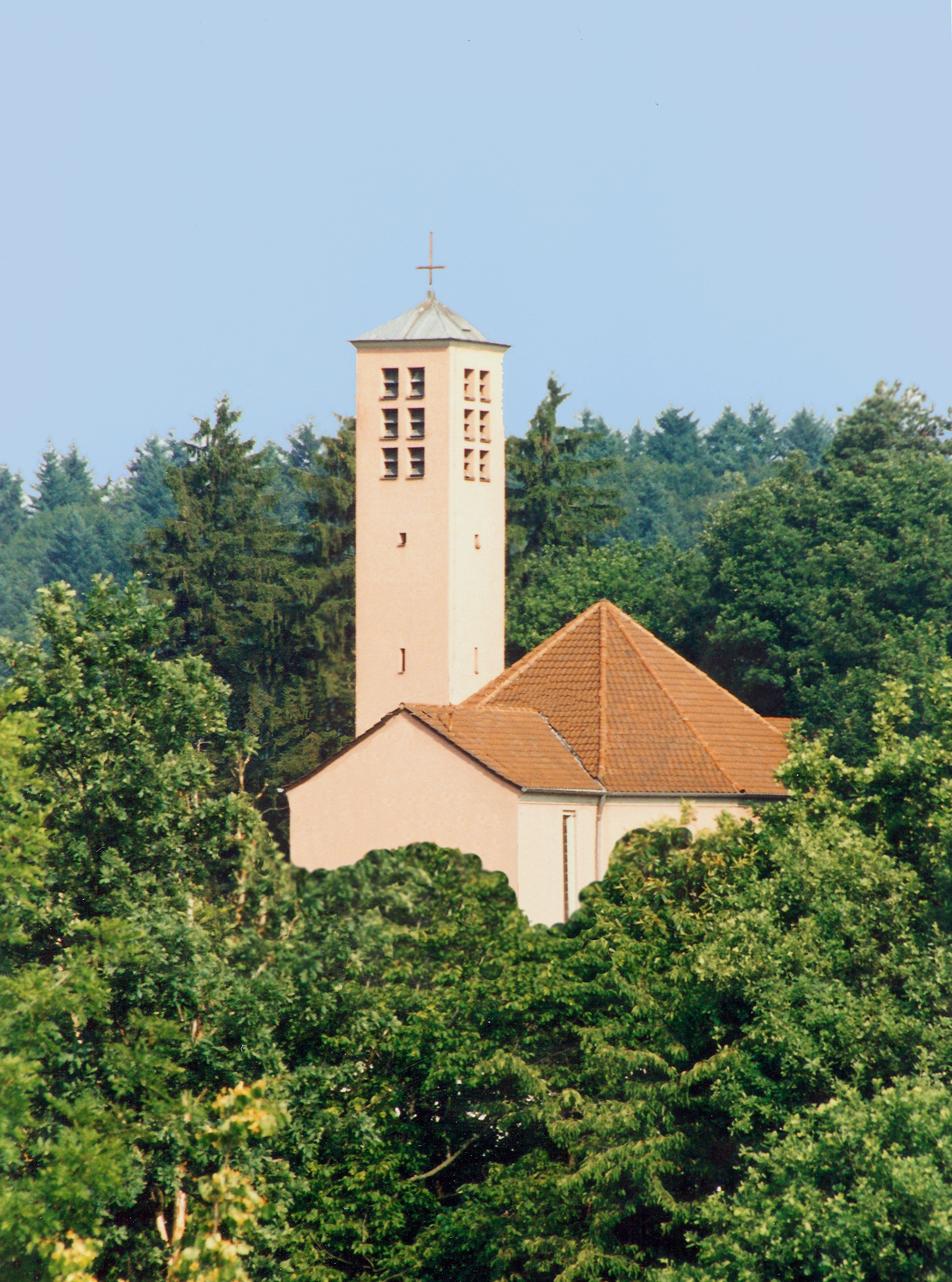
Die Herz-Jesu-Kirche

Oberflockenbach gehörte zur Pfarrei Leutershausen mit der Filialkirche Heiligkreuz. Durch die Reformation änderte sich die Zugehörigkeit nicht, obwohl es in der Pfalz mehrere Konfessionswechsel gab. Zur Pfarrei Leutershausen gehörten sowohl evangelische als auch katholische Gläubige. 1931 wurde von der selbständigen evangelischen Kirchengemeinde Heiligkreuz eine eigene Filialgemeinde Oberflockenbach abgetrennt. 1936 wurde die evangelische Kirche nach Plänen der Architekten Brunisch und Heid erbaut. Die Katholiken erhielten 1956/57 eine Filialkirche mit dem Namen Herz-Jesu außerhalb des Ortes auf dem Friedhof von 1889, die vom Kirchenarchitekten Albert Boßlet als achteckiger Zentralbau mit Campanile errichtet worden ist, und 2007 zum Kulturdenkmal ernannt wurde. Das Chorbild und die Fenster stammen vom Maler Curd Lessig. Darüber hinaus betreibt der Verein Aktion Leben in Oberflockenbach eine Kapelle, die von Priestern der Priesterbruderschaft St. Petrus betreut wird.
Ob es in Oberflockenbach bereits vor dem Dreißigjährigen Krieg eine Schule gab, ist nicht bekannt. Ab 1659 ist sie urkundlich nachweisbar. Bis 1764 besuchten die katholischen Kinder die Schule in Rippenweier, danach gab es auch in Oberflockenbach einen katholischen Lehrer. 1807 wurde die katholische Schule wieder mit der von Rippenweier vereinigt. Nach dem Bau eines neuen evangelischen Schulhauses wurde das alte Schulhaus von 1838 verkauft. 1911/12 wurde im Ort selbst ein Schulgebäude errichtet.

### Einwohnerentwicklung
| Jahr      | 1439 | 1727 | 1777 | 1818 | 1834 | 1852 | 1875 | 1905 | 1925 | 1939 | 1950 | 1961 | 1967 | 2020 |
| --------- | ---- | ---- | ---- | ---- | ---- | ---- | ---- | ---- | ---- | ---- | ---- | ---- | ---- | ---- |
| Einwohner | 155  | 187  | 227  | 248  | 346  | 421  | 486  | 596  | 690  | 656  | 1016 | 1283 | 1567 | 2248 |

### Wappen
Das Gemeindewappen geht auf ein Siegel aus dem Jahre 1760 zurück. Es zeigte einen gespaltenen Schild, nach vorne nochmals geteilt, im vorderen Feld die Wittelsbacher Rauten, im unteren Feld eine Lilie, dahinter einen Laubbaum. Das moderne Wappen ist davon völlig abgewichen und zeigt in Blau eine weiße Tanne auf einem weißen Hufeisen.

## Wirtschaft und Infrastruktur
Durch Oberflockenbach führt die Kreisstraße 4124, die von Hirschberg ins Gorxheimertal führt. Die Bundesautobahn 5 kann über Hirschberg erreicht werden. Den ÖPNV betreibt der Verkehrsverbund Rhein-Neckar, der Buslinien in die umliegenden Orte und nach Weinheim anbietet. In der Nacht können Ruftaxis benutzt werden. 
Oberflockenbach verfügt über eine evangelische und eine katholische Kirche, eine Grundschule und einen Kindergarten. Der Friedhof in Oberflockenbach befindet sich „Am Hummelberg“. Es gibt eine Freiwillige Feuerwehr im Ort.
Für sportliche Aktivitäten gibt es einen Motor-Sport-Club, einen Petanque-Club, den Sportschützenverein "Eichelberg" und einen Turnverein mit Schwerpunkt Handball.  Der Sängerbund Oberflockenbach engagiert sich in der Förderung des Chorgesangs durch zwei engagierte Chöre, einen für Männer und einen für Frauen.

## Sehenswürdigkeiten

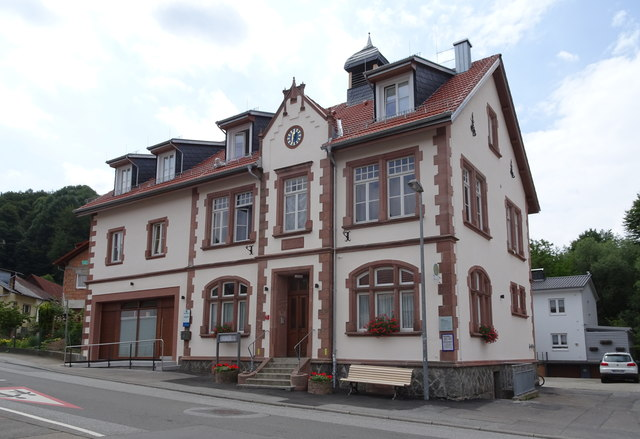
Das ehemalige Rathaus und heutige Ortsverwaltung Oberflockenbachs

Die "Alte Schule" von Oberflockenbach, im Jahre 1913 erbaut, spielte über Jahrzehnte hinweg eine wichtige Rolle in der Bildung der Gemeinde. Von 1914 bis zur Einweihung der Theodor-Heuss-Grundschule im März 1972 diente sie als Grund- und Hauptschule. 
Vor ihrem Umzug ins Tessin bewohnte Caterina Valente von 1957 bis 1962 mit ihrem ersten Ehemann Gerd Scholz eine eigens erbaute Villa in Oberflockenbach. Das Haus wurde vom späteren Besitzer, dem Boehringer Patriarchen Curt Engelhorn, der Universität Heidelberg als Seminarhaus gestiftet.
Ein Bildstock zwischen den Tälern Apfelbach und Gängelbach bietet eine atemberaubende Aussicht über die Landschaft von Oberflockenbach. Ursprünglich aus Sandstein errichtet, erinnert der neu aufgestellte Bildstock an die Vergangenheit und lädt Besucher dazu ein, die Umgebung auf einigen Rundwanderwegen zu erkunden.
Am hinteren Kopf des Eichelbergs ragt die Granitfelsengruppe des sagenumwobenen Wildeleutsteins empor. Die lokale Sage erzählt von einem mystischen Hund oder Wolf, der über einen geheimnisvollen Schatz wacht. Diese Felsengruppe dient nicht nur als Flurdenkmal, sondern erzählt auch Geschichten von längst vergangenen Zeiten und verleiht der Gegend eine besondere Aura.
Drei Sühnekreuze aus der Zeit um oder vor 1500 markieren wichtige Orte entlang eines historischen Weges und erinnern an schwere vergangene Vergehen. Als Mahnung für Passanten sind zwei dieser Kreuze nach einer teilweisen Renovierung im Jahr 1993 neu aufgestellt worden, während das dritte weiterhin an seinem ursprünglichen Standort verbleibt.